# Pippenalia
Pippenalia là một chi thực vật có hoa trong họ Cúc (Asteraceae).

## Loài
Chi Pippenalia gồm các loài: